# Vila Flor kommun, Brasilien
Vila Flor är en kommun i Brasilien.   Den ligger i delstaten Rio Grande do Norte, i den östra delen av landet, 1 800 km nordost om huvudstaden Brasília. Antalet invånare är 2 872.
Omgivningarna runt Vila Flor är en mosaik av jordbruksmark och naturlig växtlighet. Runt Vila Flor är det ganska tätbefolkat, med 67 invånare per kvadratkilometer.